# قائمة زملاء الجمعية الملكية المنتخبين في 1974
هذه الصفحة تعرض قائمة زملاء الجمعية الملكية المُنتخبين لعام 1974.

## الزملاء
- ديفيد رودريك كورتيس
- John Trevor Stuart [الإنجليزية]‏
- صموئيل بيري [الإنجليزية]‏
- ريتشارد ماثيوز
- Pehr Victor Edman [الإنجليزية]‏
- جاك هلبرن
- Kenneth Burton [الإنجليزية]‏
- Albert Edward Litherland [الإنجليزية]‏
- فولكر هاين

## الأعضاء الأجانب
- ريناتو دولبيكو
- جان-بيير سير